# Reteporella vallata
Reteporella vallata är en mossdjursart som beskrevs av Hayward 2000. Reteporella vallata ingår i släktet Reteporella och familjen Phidoloporidae. Inga underarter finns listade i Catalogue of Life.